# ウォルター・フランクリン・ジョージ
ウォルター・フランクリン・ジョージ（Walter Franklin George, 1878年1月29日 – 1957年8月4日）は、アメリカ合衆国の政治家。ジョージア州出身。長年上院議員を務め、仮議長も務めた。民主党所属。

## 生い立ち
ジョージは、プレストン近郊の農場で生まれた。メーコンの公立学校に通い、のちマーサー大学に入った。1901年に同大で法律の学位を取得し、弁護士業を始めた。1917年のジョージア州控訴裁判所の判事として、また1917年から1922年までジョージア州最高裁判所判事として採用された。

### 上院議員
ジョージはトマス・E・ワトソンの死去に伴う上院議員補欠選出馬のため、ジョージア州最高裁を辞した。ジョージは補欠選挙で当選したが、1922年11月21日に上院が再び召集されたとき、すぐには議席に座らず、指名されたレベッカ・ラティマー・フェルトンが正式に就任するのを許した。彼女は上院に議席を有する初の女性となり、ジョージが1922年11月22日に就任するまで議員を務めた。ジョージは1926年に再選され、初めて6年間の任期を満了した。1923年から1957年まで上院に奉職し、1956年に6期目の任期を全うすることを辞退した。当時、ジョージア州の共和党は非常に弱体であったため、ジョージにとって再選に向けた真の戦いは民主党予備選であった。フランクリン・D・ローズヴェルト大統領のニュー・ディール計画に様々な面で反対したことで多くの民主党員の反感を買ったジョージは、1938年の予備選で特に厳しい選挙戦を強いられた。ローズヴェルトはローレンス・キャンプを支持したが、ジョージは1938年の予備選でキャンプとユージン・タルマッジを破った。
ヨーロッパで第二次世界大戦が始まった当初、ジョージは上院の孤立主義派の一員であったが、のちに米英間の武器貸与計画を支持した。米国が参戦したとき、財務委員会委員長であったジョージは戦費支出のための法案通過に尽力した。政治家時代のジョージは一貫して、農民を救済する立法の支持者として知られていた。また、当時の大半の南部出身上院議員と同様、人種差別を支持した。
上院議員として在任中、ジョージは12の委員会の委員を歴任し、うち5つの委員会では委員長（例えば1940年から1941年、及び1955年から1957年まで上院外交委員会委員長。1941年から1947年まで、及び1949年から1953年まで上院財政委員会委員長）を務めた。また、1955年から1957年までは上院仮議長を務めた。上院でのジョージは卓越した話術で知られ、上院最高の演説者の1人とされた。
政界引退直後の1957年初頭、ジョージはドワイト・アイゼンハウアー大統領から北大西洋条約機構の特別大使に任命された。彼は重病に陥る6ヵ月ほど前まで同職を続けた。ジョージア州ヴィエンナで死去し、ヴィエンナ墓地に埋葬された。

## 記念
マーサー大学ウォルター・F・ジョージ法学校、アトランタのウォルター・F・ジョージ高校と西ジョージアのウォルター・F・ジョージ湖の名は、彼に因む。ウォルター・F・ジョージ財団（マーサー大学の法学校が1947年にジョージを記念して命名された際に、マーサーにて創設された）は、公職を志望するマーサー法学校の学生に奨学金の提供を続けている。アトランタのジョージア州議会議事堂には、ジョージの肖像が掛かっている。
1960年、アメリカ合衆国郵政省はジョージを記念する4セント切手を発行した。公式な発行地は、ジョージが終の棲家を持ったジョージア州ヴィエンナである。